# Meridià 148 a l'est
El meridià 148 a l'est de Greenwich és una línia de longitud que s'estén des del pol Nord travessant l'oceà Àrtic, Àsia, l'oceà Índic, l'oceà Antàrtic, Austràlia i l'Antàrtida fins al pol Sud.
El meridià 148 a l'est forma un cercle màxim amb el meridià 32 a l'oest. Com tots els altres meridians, la seva longitud correspon a una semicircumferència terrestre, uns 20.003,932 km. Al nivell de l'Equador, és a una distància del meridià de Greenwich de 16.475 km.

## De Pol a Pol
Començant en el pol Nord i dirigint-se cap al pol Sud, aquest meridià travessa:
| Coordenades                               | País, territori o mar   | Notes |
| ----------------------------------------- | ----------------------- | --- |
| 90° 0′ N, 148° 0′ E / 90.000°N,148.000°E  | Oceà Àrtic              | |
| 76° 40′ N, 148° 0′ E / 76.667°N,148.000°E | Mar de Sibèria Oriental | |
| 75° 24′ N, 148° 0′ E / 75.400°N,148.000°E | Rússia                  | Sakhà — illa de Nova Sibèria |
| 74° 51′ N, 148° 0′ E / 74.850°N,148.000°E | Mar de Sibèria Oriental | |
| 72° 19′ N, 148° 0′ E / 72.317°N,148.000°E | Rússia                  | Sakhà Óblast de Magadan — des de 63° 56′ N, 148° 0′ E / 63.933°N,148.000°E |
| 59° 23′ N, 148° 0′ E / 59.383°N,148.000°E | Mar d'Okhotsk           | |
| 45° 20′ N, 148° 0′ E / 45.333°N,148.000°E | Illes Kurils            | illa d'Iturup, administrat per Rússia (óblast de Sakhalín), però reclamat per Japó (prefectura de Hokkaidō) |
| 45° 1′ N, 148° 0′ E / 45.017°N,148.000°E  | Oceà Pacífic            | Passa a l'oest de l'illa de Nauna, Papua Nova Guinea (a 2° 12′ S, 148° 11′ E / 2.200°S,148.183°E) · Passa a l'est de Rambutyo, Papua Nova Guinea (a 2° 17′ S, 147° 52′ E / 2.283°S,147.867°E) · Mar de Bismarck - Passa a l'oest de l'illa de Sakar, Papua Nova Guinea (a 5° 24′ S, 148° 3′ E / 5.400°S,148.050°E) |
| 5° 33′ S, 148° 0′ E / 5.550°S,148.000°E   | Papua Nova Guinea       | Illa d'Umboi |
| 5° 50′ S, 148° 0′ E / 5.833°S,148.000°E   | Mar de Salomó           | |
| 8° 4′ S, 148° 0′ E / 8.067°S,148.000°E    | Papua Nova Guinea       | illa de Nova Guinea |
| 10° 9′ S, 148° 0′ E / 10.150°S,148.000°E  | Oceà Pacífic            | Mar del Corall — passa a través de les illes del Mar del Corall Austràlia |
| 19° 55′ S, 148° 0′ E / 19.917°S,148.000°E | Austràlia               | Queensland Nova Gal·les del Sud — des de 29° 0′ S, 148° 0′ E / 29.000°S,148.000°E Victòria — des de 36° 8′ S, 148° 0′ E / 36.133°S,148.000°E |
| 37° 53′ S, 148° 0′ E / 37.883°S,148.000°E | Oceà Pacífic            | Mar de Tasmània |
| 39° 38′ S, 148° 0′ E / 39.633°S,148.000°E | Austràlia               | Tasmània — illa Outer Sister, illa Flinders, Long Island i illa Cap Barren |
| 40° 25′ S, 148° 0′ E / 40.417°S,148.000°E | Estret de Bass          | Passa a l'oest de l'illa Clarke, Tasmània, Austràlia (a 40° 32′ S, 148° 5′ E / 40.533°S,148.083°E) |
| 40° 45′ S, 148° 0′ E / 40.750°S,148.000°E | Austràlia               | Tasmània |
| 42° 31′ S, 148° 0′ E / 42.517°S,148.000°E | Oceà Pacífic            | Mar de Tasmània — Passa a l'oest de l'illa Maria, Tasmania, Austràlia (at 42° 39′ S, 148° 1′ E / 42.650°S,148.017°E) |
| 43° 13′ S, 148° 0′ E / 43.217°S,148.000°E | Austràlia               | Tasmània — Península de Tasman |
| 43° 15′ S, 148° 0′ E / 43.250°S,148.000°E | Oceà Pacífic            | |
| 60° 0′ S, 148° 0′ E / 60.000°S,148.000°E  | Oceà Antàrtic           | |
| 67° 48′ S, 148° 0′ E / 67.800°S,148.000°E | Antàrtida               | Territori Antàrtic Australià, reclamat per Austràlia |
| 68° 17′ S, 148° 0′ E / 68.283°S,148.000°E | Oceà Antàrtic           | Badia de Buckley |
| 68° 25′ S, 148° 0′ E / 68.417°S,148.000°E | Antàrtida               | Territori Antàrtic Australià, reclamat per Austràlia |